# Giro del Lazio 1980
Il Giro del Lazio 1980, quarantaseiesima edizione della corsa, si svolse il 20 settembre 1980 su un percorso di 218,5 km. La vittoria fu appannaggio dello svedese Bernt Johansson, che completò il percorso in 5h40'00", precedendo gli italiano Gianbattista Baronchelli e Giuseppe Saronni.
Sul traguardo di Roma 34 ciclisti, su 73 partenti dalla medesima località, portarono a termine la competizione.

## Ordine d'arrivo (Top 10)
| Pos. | Corridore                | Squadra             | Tempo    |
| ---- | ------------------------ | ------------------- | -------- |
| 1    | Bernt Johansson          | Magniflex-Olmo      | 5h40'00" |
| 2    | Gianbattista Baronchelli | Bianchi-Piaggio     | a 38"    |
| 3    | Giuseppe Saronni         | Gis Gelati          | a 40"    |
| 4    | Pierino Gavazzi          | Magniflex-Olmo      | s.t.     |
| 5    | Clyde Sefton             | San Giacomo-Benotto | s.t.     |
| 6    | Claudio Corti            | San Giacomo-Benotto | s.t.     |
| 7    | Francesco Moser          | Sanson-Campagnolo   | s.t.     |
| 8    | Silvano Contini          | Bianchi-Piaggio     | s.t.     |
| 9    | Leonardo Natale          | Magniflex-Olmo      | s.t.     |
| 10   | Mario Beccia             | Hoonved-Bottecchia  | s.t.     |